# 이경숙 (1970년)
이경숙(李耿熟, 1970년 2월 13일 ~ )은 대한민국의 제8·9대 대구광역시 중구의원이었다.

## 학력
- 2010 ~ 2012 한국방송통신대학교 교육학과 졸업
- 경북대학교 행정대학원 재학

## 경력
- 2014.09 ~ 2017.12 홀트대구종합사회복지관 사회복지사
- 대우증권주식회사 투자매매 신탁 담당
- 성심사랑마을요양원 사회복지팀장
- 2014.10 ~ 더불어민주당 대구광역시당 중구·남구 지역위원회 여성위원장
- 2017 제19대 대통령선거 문재인 후보 대구선거대책위원회 유세기획팀장
- 대구초등학교 운영위원장
- 언론소비자주권행동 대구 지역대표
- 노무현재단 대구광역시·경상북도 지역위원회 운영위원
- 대구광역시 중구·남구 사회복지연구소 이사장
- 2018.02 ~ 더불어민주당 대구광역시당 지방자치위원회 부위원장
- 2018.07 ~ 2022.06 제8대 대구광역시 중구의회 의원
- 2018.07 ~ 2020.07 제8대 대구광역시 중구의회 전반기 도시환경위원회 위원장
- 2018.07 ~ 2020.07 제8대 대구광역시 중구의회 전반기 예산결산특별위원회 위원
- 2019.05 ~ 2019.10 제8대 대구광역시 중구의회 대구시청사현위치건립추진특별위원회 위원
- 2020.07 ~ 2022.06 제8대 대구광역시 중구의회 후반기 도시환경위원회 위원
- 2020.07 ~ 2022.06 제8대 대구광역시 중구의회 후반기 예산결산특별위원회 위원
- 2022.01 ~ 2022.06 제8대 대구광역시 중구의회 후반기 운영행정위원회 위원장
- 2022.07 ~ 2023.04 제9대 대구광역시 중구의회 의원 (4월 10일까지 당연퇴직 사유를 숨겨 직무 수행)
- 2022.07 ~ 2023.04 제9대 대구광역시 중구의회 전반기 도시환경위원회 위원 (4월 10일까지 당연퇴직 사유를 숨겨 직무 수행)
- 2022.07 ~ 2023.04 제9대 대구광역시 중구의회 전반기 예산결산특별위원회 위원장 (4월 10일까지 당연퇴직 사유를 숨겨 직무 수행)

## 수상
- 2017 대구광역시 수성구청장 표창

## 의원직 상실
- 2023년 4월 10일 대구 중구의원직 상실 촌극, 내년 4월 보선

## 역대 선거 결과
|  | 23.23% |

|  | 23.92% |

## 참고 자료
- 공식 블로그
- 이경숙 - 페이스북